# مرغابی نوک‌برآمده
مرغابی نوک‌برآمده، مرغابی نوک‌تاج افریقایی یا مرغابی نوک‌تاج پهلوسفید (نام علمی: Sarkidiornis melanotos) نام یک گونه از تیرۀ مرغابیان است. این گونه مرغابی در کشورهای آفریقای سیاه مانند ماداگاسکار و جنوب آسیا در پاکستان تا لائوس و جنوب چین یافت می‌شود. این گونه به صورت تصادفی در آمریکای جنوبی در کشورهای پاراگوئه، جنوب شرقی برزیل و شمال شرقی آرژانتین دیده می‌شود. این گونه مرغابی طولی بین ۵۶ تا ۷۶ سانتی‌متر، با بال‌هایی به طول ۱۱۶ تا ۱۴۵ سانتی‌متر و وزنی به اندازه ۱٫۳ تا ۲٫۹ کیلوگرم دارد.

## نگارخانه

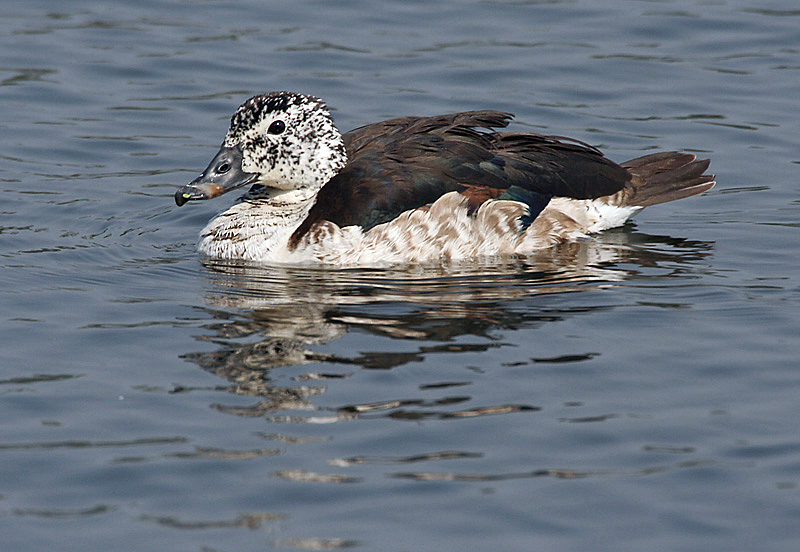
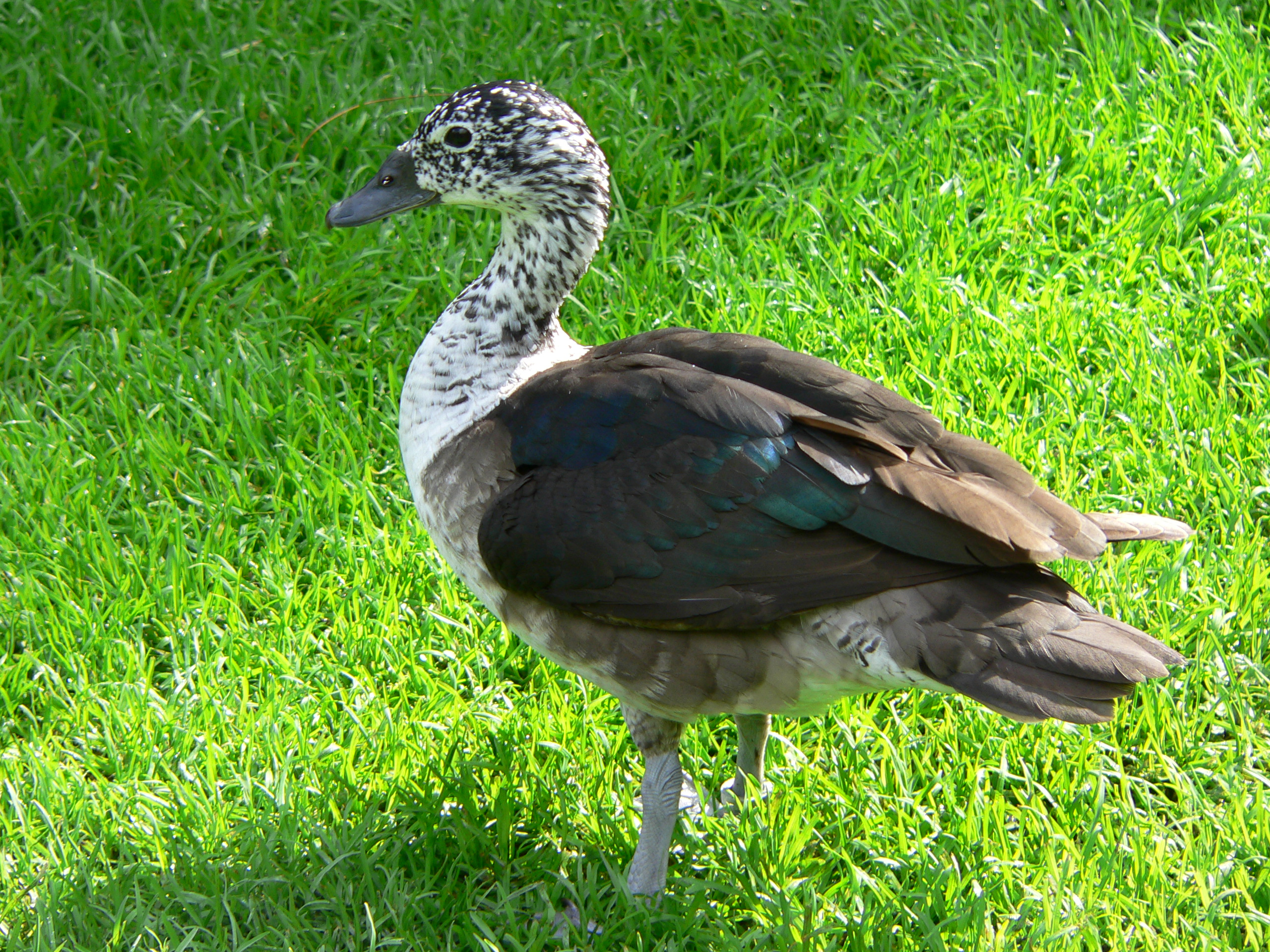
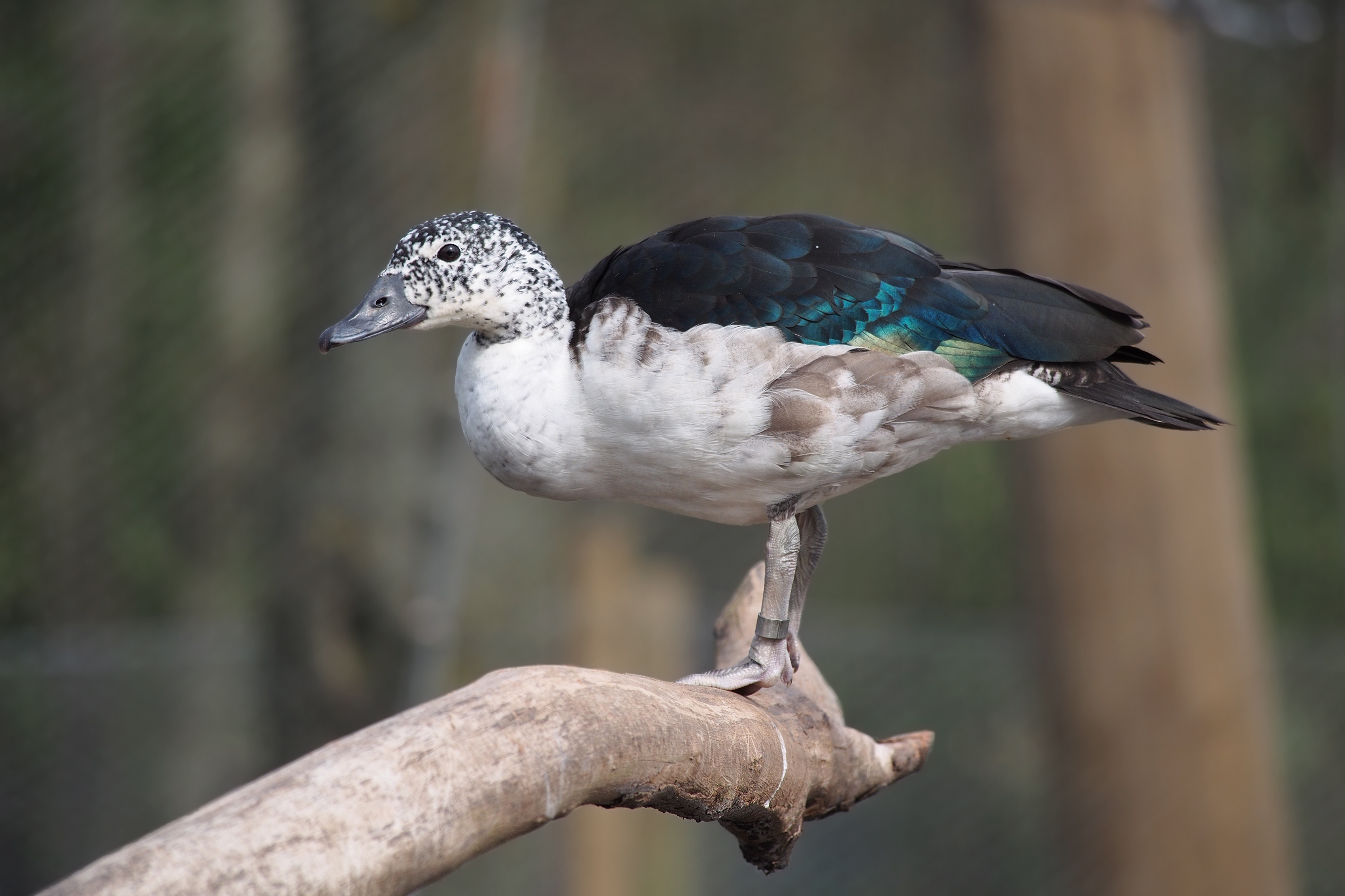
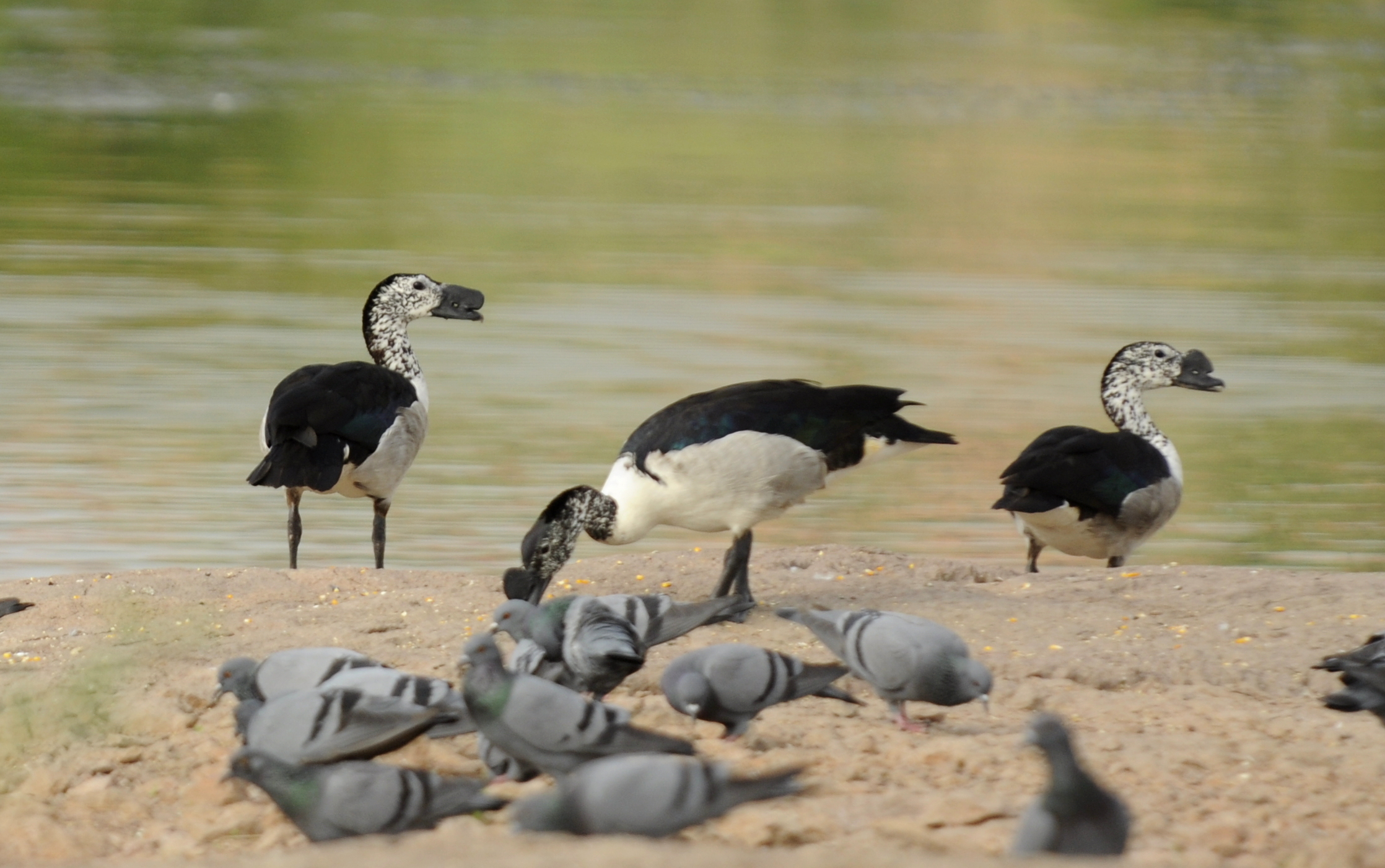